# Exedra

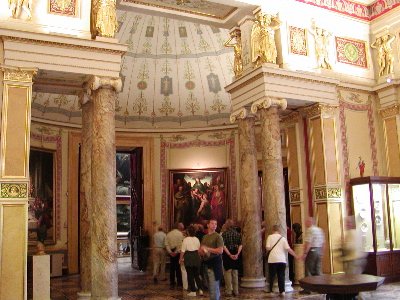
Exedra en una sala de l'Ermitage, a Sant Petersburg

Una exedra (del grec εξέδρα, 'seient a l'exterior') és un espai semicircular, cobert per una semicúpula, que acostuma a sobresortir del mur d'un edifici, a la manera d'un absis, si bé també pot ser una obertura en una paret interna.
Originàriament, a l'antiga Grècia era una sala oberta a una stoà o pòrtic, adient per trobar-se i conversar, amb un banc tot a l'entorn de la part baixa, o diversos seients, per facilitar el contacte entre els interlocutors. També podia tractar-se d'una obertura al llarg d'una columnata, potser amb un seient semicircular.
L'exedra fou adoptada pels romans, on fou una forma arquitectònica molt popular, per afermar-se en èpoques històriques successives, a partir de l'arquitectura romànica i romana d'Orient, en què va evolucionar en els absis cristians i els mihrabs musulmans. Fou utilitzat també durant el barroc i el neoclassicisme.
A les basíliques cristianes, específicament, s'anomena exedra el banc de pedra semicircular al fons de l'absis.